# Castelsagrat
Castelsagrat is een gemeente in het Franse departement Tarn-et-Garonne (regio Occitanie) en telt 545 inwoners (2004). De plaats maakt deel uit van het arrondissement Castelsarrasin.

## Geografie
De oppervlakte van Castelsagrat bedraagt 22,9 km², de bevolkingsdichtheid is 23,8 inwoners per km².
De onderstaande kaart toont de ligging van Castelsagrat met de belangrijkste infrastructuur en aangrenzende gemeenten.

## Demografie
Onderstaande figuur toont het verloop van het inwonertal (bron: INSEE-tellingen).